# The Trident
The Trident  (englisch für Der Dreizack) ist ein bis zu 1338 m hoher Gebirgskamm auf Südgeorgien im Südatlantik. Er ragt an der Ostflanke des Briggs-Gletschers auf und setzt sich von Norden nach Süden aus den drei Gipfeln Mount Tethys, Mount Poseidon und Mount Thalassa zusammen.
Das UK Antarctic Place-Names Committee gab ihm nach der von 1951 bis 1957 dauernden Vermessungskampagne des South Georgia Survey seinen deskriptiven Namen.